# گرومن اف۲اف
گرومن اف۲اف (به انگلیسی: Grumman F2F) یک هواپیمای ساختِ کارخانهٔ گرومن در کشور ایالات متحده آمریکا است که در سال ۱۹۳۴–۱۹۳۵ ساخته شد. نخستین استفاده‌کنندهٔ این هواپیما نیروی دریایی ایالات متحده آمریکا بوده‌است. این هواپیما برای نخستین بار در ۱۸ اکتبر ۱۹۳۳ میلادی مورد استفاده قرار گرفت.